# Ký sinh trùng học

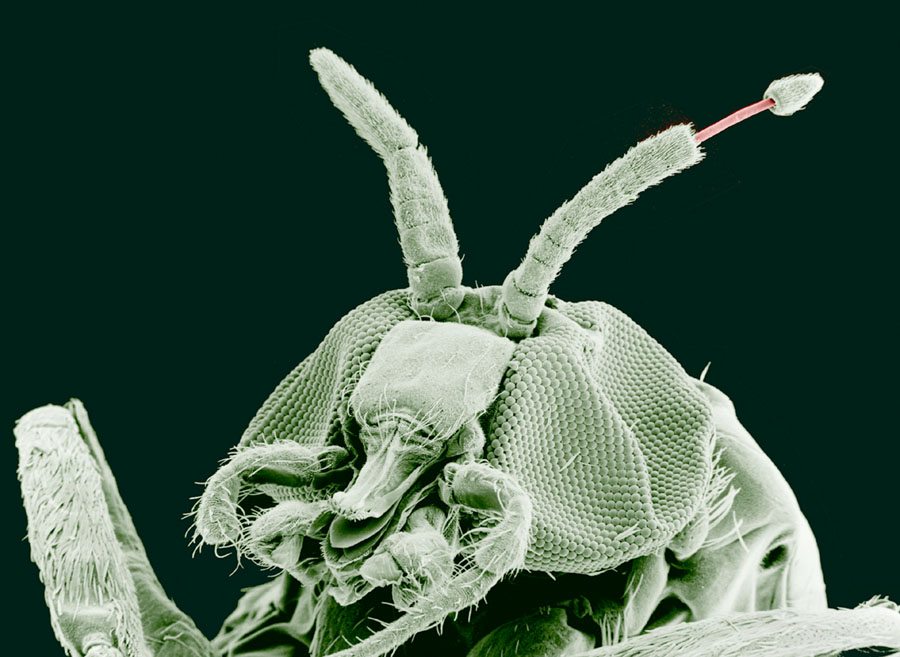
Một con ruồi đen trưởng thành (Simulium yahense) với Onchocerca volvulus đang nổi lên từ ăng-ten của loài côn trùng này. Loài ký sinh trùng này chịu trách nhiệm cho một căn bệnh mang tên bệnh mù do giun chỉ Onchocerca ở châu Phi. Mẫu vật được biến đổi về mặt hóa học và làm khô tới điểm tới hạn, sau đó được quan sát sử dụng kính hiển vi điện tử quét thông thường. Phóng to 100×.

Ký sinh trùng học là ngành khoa học nghiên cứu ký sinh trùng, vật chủ của nó, và mối quan hệ giữa chúng. Với tư cách là một bộ môn sinh học, phạm vi của ngành ký sinh trùng học không được quyết định bởi sinh vật hoặc môi trường được nghiên cứu, mà bởi cách sống của chúng. Thế có nghĩa là nó tạo ra một sự tổng hợp của các bộ môn khác, và cần sử dụng các kĩ thuật từ những ngành ví dụ như sinh học tế bào, tin sinh học, hóa sinh, sinh học phân tử, miễn dịch học, di truyền học, tiến hóa và sinh thái học.

## Lĩnh vực
Việc nghiên cứu các sinh vật đa dạng này có nghĩa là bộ môn này thường được chia nhỏ thành những đơn vị tập trung hợn, đơn giản hơn, sử dụng những kỹ thuật thông thường, kể cả cho dù chúng không nghiên cứu cùng một sinh vật hoặc bệnh. Nhiều nghiên cứu trong ngành ký sinh trùng học rơi vào đâu đó giữa hai hay nhiều những định nghĩa này. Nói chung, việc nghiên cứu các sinh vật nhân sơ thuộc về lĩnh vựcvvii khuẩn học thay vì ký sinh trùng học.